# Short S.25 Sunderland
El Short S.25 Sunderland fue un hidrocanoa desarrollado para la Real Fuerza Aérea por la firma Short Brothers de Rochester, Inglaterra. Voló por primera vez el 16 de octubre de 1937, pilotado por el piloto de pruebas jefe de la compañía, John Lankester Parker. En parte basado en el hidrocanoa S.23 Empire, insignia de Imperial Airways, el S.25 fue ampliamente modificado para uso militar. Fue uno de los hidroaviones más potentes y utilizados a lo largo de la Segunda Guerra Mundial, y se empleó para contrarrestar la amenaza de los U-Boot alemanes en la Batalla del Atlántico. Toma el nombre de un pueblo del nordeste de Inglaterra.

## Desarrollo
En 1934 se estipuló que todo el correo de primera clase del Imperio británico que fuera a ser enviado a ultramar debía viajar por aire, estableciendo un subsidio para el desarrollo del transporte aéreo intercontinental, similar al programa interno de Estados Unidos una década antes. En respuesta, la Imperial Airways anunció una competición entre fabricantes de aeroplanos para diseñar y producir 28 hidrocanoas, con un peso unitario de 18 tm, autonomía de 1130 km y capacidad para 24 pasajeros.
El contrato fue directamente a Short Brothers. Aunque Short ya había construido hidroaviones para los militares y para Imperial Airways, ninguno de ellos era del tamaño y características requeridas. Oswald Short, cabeza de la compañía, empezó un programa acelerado para presentar un diseño de un hidroavión más avanzado que los hasta entonces construidos.
Mientras el S.23 estaba aún en desarrollo, el Ministerio del Aire británico emitió en 1933 la Especificación R.2/33, donde se requería un hidroavión de reconocimiento oceánico de próxima generación, con cuatro motores, pudiendo ser monoplano o biplano. Esta versión se denominó S.25 y fue presentada al Ministerio del Aire en 1934.

## Diseño
El S.25 compartía muchos rasgos en común con el S.23. Monoplano de ala alta de construcción metálica, el fuselaje contenía dos cubiertas con 6 compartimentos en la cubierta inferior que albergaban camarotes, cocina y baño. Estaba equipado con flaps patentados Gouge, que además de bajar se movían hacia atrás, incrementando el área alar y proporcionando un 30 % más de sustentación en el amerizaje. La tripulación era inicialmente de siete personas, pero en posteriores versiones aumentó a once o más. Una característica distintiva de este hidroavión consistía en la estructura de la torreta del morro, la cual se podía retraer hacia el interior a modo de escotilla, permitiendo la salida de un tripulante para las maniobras de anclaje o apontaje.
La especificación requería de un armamento ofensivo de un cañón de 37 mm y 900 kg de bombas, minas o (en su caso) cargas de profundidad. Esta carga era almacenada en la sala central en el fuselaje y se extraía mediante rieles volantes bajo la sección central del ala, abriendo unas compuertas en cada lado de esta sala de bombas. El armamento defensivo incluía una torreta trasera mecanizada Nash & Thomson FN-13 con cuatro ametralladoras Browning .303 en el extremo de la cola, y una Browning .303 (7,7 mm) a cada lado del fuselaje (en la versión MK.III no existía esta disposición). En versiones posteriores se agregó una torreta dorsal con dos ametralladoras de .303 en la parte superior del fuselaje, ubicada asimétricamente a estribor, elevando el total de ametralladoras a 18, más que cualquier otro avión durante la guerra.
Como otros hidroaviones, al S.25 se le podía adaptar unas ruedas que permitían sacar el aparato fuera del agua. Consistía en dos puntales con grandes ruedas que se acoplaban a ambos lados del fuselaje, bajo las alas, y un carro con dos o cuatro ruedas pequeñas y la barra de remolque que se acoplaba en la parte trasera del casco.

## Historia operacional
Al inicio de la Segunda Guerra Mundial, los esfuerzos antisubmarinos de los británicos eran desorganizados e ineficaces. Pero los S.25 Sunderland rápidamente probaron su valía rescatando tripulaciones de barcos torpedeados. El 21 de septiembre de 1939, dos Sunderland rescataron a la totalidad de la tripulación de 34 hombres del mercante Kensington Court, torpedeado en el mar del Norte.
A medida que mejoraban las tácticas antisubmarinas británicas, los Sunderland empezaron a mostrar sus posibilidades. Un Sunderland de la Real Fuerza Aérea Australiana efectuó el primer hundimiento no asistido de un U-Boot el 17 de julio de 1940. El Sunderland Mk I recibió numerosas mejoras, a medida que de que iba ganando experiencia en combate. Se colocaron dos ametralladoras Browning 0.303 laterales en lugar de una, nuevas hélices, y forros antihielo neumáticos.
Aunque las ametralladoras de 7,7 mm carecían de alcance y poder de tiro, el Sunderland poseía muchas de ellas, y era un avión grande y robusto, difícil de derribar. Los pilotos alemanes supuestamente lo denominaban “Fliegendes Stachelschwein" (Puercoespín Volador) debido a su poder defensivo y a sus numerosas antenas que sobresalían. En abril de 1940, un S.25 que operaba frente a las costas noruegas fue atacado por seis cazas pesados Junkers Ju 88C. El Sunderland logró derribar a uno y dañar seriamente a otro, dándose a la fuga del resto.
Los Sunderland también demostraron su valía en el teatro del Mediterráneo. Evacuaron un gran número de pasajeros durante el cerco alemán a Creta. Un S.25 efectuó la misión de reconocimiento que descubrió la flota italiana anclada en Tarento, posteriormente torpedeada por la Flota Aérea de la Marina Real inglesa el 11 de noviembre de 1940 en la Batalla de Tarento.
Nuevas mejoras hicieron a los Sunderland más mortíferos en combate. Entre otros, el radar ASV Mark II (aire a buques de superficie, por sus siglas en inglés) permitía localizar a los U-Boot que operaban en la superficie. Pero los submarinos alemanes empezaron a llevar un sistema de alerta temprana de radar, el Metox, que sintonizaba la frecuencia del ASV y avisaba de la presencia del avión en el área.
Los hundimientos cayeron drásticamente, pero a principios de 1943 los británicos mejoraron su radar a la versión ASV Mark III, que operaba en la banda centimétrica y era invisible al Metox. Esto confundió totalmente a los alemanes: el almirante Karl Dönitz, comandante de la flota de submarinos, creía que los británicos eran informados de los movimientos de los submarinos por espías. Un piloto británico capturado los confundió aún más al decirles que los aviones se orientaban por las emisiones del Metox, por lo que se ordenó a los comandantes de los U-Boot apagarlo.
En cualquier caso, los alemanes respondieron montando uno o dos cañones de 37 mm y cuatro cañones antiaéreos de 20 mm en los U-Boot, para derribar a los aviones atacantes. Esto les daba mayor alcance y poder de fuego que el armamento de los Sunderland. Para superar esta desventaja, los australianos modificaron en el terreno sus hidroaviones, con la adición de cuatro ametralladoras de 7,7 mm en montajes fijos en el morro, lo que permitía al piloto disparar mientras descendía en picado sobre el submarino para soltar las bombas. También se volvió común la adición de una ametralladora Browning M2 de calibre 12,7 mm (.50) en los soportes de los faros en el borde de las alas.

### 2 de junio de 1943
La reputación del S.25 se vio aumentada este día en una batalla aérea entre un Sunderland de la Real Fuerza Aérea Australiana  y ocho cazas pesados Ju 88C. Había once tripulantes a bordo del Sunderland, nueve australianos y dos británicos. Estaba en patrulla antisubmarina y también buscando los restos del Vuelo 777 de BOAC, un avión civil que había partido el día antes de Lisboa y había sido posteriormente derribado sobre el golfo de Vizcaya.
Al atardecer, un tripulante avistó ocho Ju 88. Las bombas y cargas de profundidad se lanzaron para aligerar el aparato. Mientras el piloto aceleraba al máximo, dos Ju 88 dispararon al hidroavión desde ambos lados, inutilizando un motor, todo esto en medio de violentas maniobras evasivas. En el tercer pase, el artillero de la torreta dorsal derribó el primer aparato alemán. La torreta de cola fue inutilizada por otro Junker, pero otro fue derribado por las torretas.
Sucesivas oleadas destruyeron la radio del Sunderland e hirieron a muchos de los tripulantes, matando a uno. Un Ju 88 los atacó por detrás, pero el artillero de cola aún tenía cierto control sobre la torreta y lo derribó. Tres más de los atacantes fueron tocados, y los dos restantes huyeron. Los registros de la Luftwaffe muestran que estos últimos fueron los únicos en regresar a su base.
El Sunderland estaba muy dañado. La tripulación tiró todo el peso extra y puso rumbo a la costa de Cornualles, donde amerizaron cerca de Praa Sands. Los tripulantes saltaron a la playa, llevando a su compañero muerto, mientras las olas hundían el hidroavión destrozado. El piloto, teniente Colin Walker, recibió la Orden de Servicios Distinguidos y otros tripulantes también fueron condecorados.
Aunque a Walker le asignaron un empleo en tierra, al resto de la tripulación le asignaron un nuevo Sunderland. Este aparato y su tripulación desaparecieron sobre el golfo de Vizcaya dos meses más tarde, después de informar por radio que estaban siento atacados por seis Ju 88.

### Posguerra
Al final de la Segunda Guerra Mundial, cierto número de Sunderland nuevos construidos en Belfast fueron tristemente llevados al mar y hundidos, ya que no se supo qué hacer con este excedente. A pesar de esta ignominia, al Short Sunderland aún le quedaba vida por delante. Aunque en Europa fue retirado relativamente rápido, en el Extremo Oriente encontró utilidad. Allí las pistas de aterrizaje estaban poco desarrolladas y los grandes aviones de patrulla marítima basados en tierra, como el Avro Shacketon, no podían desplegarse fácilmente. Por esto permanecieron en servicio con la Fuerza Aérea del Extremo Oriente, basados en Singapur hasta 1959, y con la Real Fuerza Aérea de Nueva Zelanda hasta 1967.
Durante el Puente Aéreo a Berlín (que duró desde junio de 1948 a agosto de 1949), diez Sunderland y dos Hythe fueron usados para transportar provisiones desde Finkenwerder en el río Elba, cerca de Hamburgo hasta la ciudad sitiada, aterrizando en el río Havel, al lado de la base aérea de Gatow, hasta que el lago se helaba. Los Sunderland fueron sobre todo usados para el transporte de sal, ya que estaban protegidos contra la corrosión del agua de mar.
La RAF usó el hidroavión en la guerra de Corea (Escuadrón Núm. 343) y la Real Fuerza Aérea de Nueva Zelanda lo empleó hasta mediados de los años 60.
La Marina Francesa operó hidroaviones Sunderland desde 1943 hasta diciembre de 1960 (Escadrille 7FE), siendo el último usuario del hemisferio norte.

## Variantes
Prototipo
Se construyó un solo prototipo, que voló desde el río Medway el 16 de octubre de 1937. Motores Bristol Pegasus X de 709 kW. Después de numerosas modificaciones y vuelos de pruebas, fue dado de baja tras de sufrir fallos estructurales en ensayos de rodadura a alta velocidad.
Mark I
Motores Bristol Pegasus XXII de 753 kW, radar ASV Mk II (1,5 m). 75 ejemplares.
Mark II
Agosto de 1941. Motores Bristol Pegasus XXII con sobrealimentadores para una potencia de 795 kW, torreta de cola FN4A mejorada. 43 ejemplares.
Mark III
Diciembre de 1941. Motores Bristol Pegasus XXII de 794 kW. Versión definitiva del Sunderland, que se convirtió, junto con el Consolidated PBY Catalina, en la mejor arma contra la amenaza submarina alemana. Casco rediseñado para mejores prestaciones en el agua. Radar ASV Mk III (50 cm). 4 ametralladoras fijas en el morro, 2 Browning .50 en las alas, sistemas de armamento antisubmarino mejorados, aumento de la capacidad de munición. 461 ejemplares construidos.
Mark IV (Short Seaford)
Desarrollo del Mk III en respuesta a un nuevo requerimiento del Ministerio de Aire en 1942. Alas reforzadas, casco alargado, armamento más pesado y motores Bristol Hercules. Dos prototipos construidos como Sunderland Mk IV; posteriormente se cambió el nombre a S.45 Seaford. Sólo se construyeron 8 ejemplares, que no alcanzaron estatus operacional.
Mark V
1944. Básicamente era un Mk III con planta motriz Pratt & Whitney Twin Wasp R-1830 de 895 kW. Aparte de ser más potentes, estos motores eran comunes a otros aviones usados por los Aliados, como los Dakota, B-24 Liberator y PBY Catalina, lo que facilitaba mucho su mantenimiento. Portaba un nuevo radar ASV Mk VI C. Fueron construidos 155 ejemplares, aparte de 33 aviones Mk III convertidos a Mk V. Esto hace un total de 749 aeroplanos.

## Especificaciones (Sunderland III)
Referencia datos: Jane's Fighting Aircraft of World War II

### Características generales
- Tripulación: Nueve-once (piloto, copiloto, operador de radio, navegante, ingeniero de vuelo, bombardero, de tres a cinco artilleros)
- Longitud: 26 m (85,3 ft)
- Envergadura: 34,4 m (112,9 ft)
- Altura: 10 m (32,8 ft)
- Superficie alar: 138 m² (1485,5 ft²)
- Peso vacío: 15 663 kg (34 521,3 lb)
- Peso cargado: 26 332 kg (58 035,7 lb)
- Planta motriz: 4× motor radial de 9 cilindros refrigerado por aire Bristol Pegasus XVIII.
  - Potencia: 794 kW (1095 HP; 1080 CV) cada uno.

### Rendimiento
- Velocidad máxima operativa (Vno): 336 km/h (209 MPH; 181 kt)
- Velocidad crucero (Vc): 285 km/h (177 MPH; 154 kt)
- Velocidad de entrada en pérdida (Vs): 125 km/h (78 MPH; 67 kt)
- Alcance: 2848 km (1538 nmi; 1770 mi)
- Techo de vuelo: 4880 m (16 010 ft)
- Régimen de ascenso: 3,7 m/s (722 ft/min)
- Carga alar: 191 kg/m² (39,1 lb/ft²)
- Potencia/peso: 0,030 kW/kg

### Armamento
- Ametralladoras: 

  - 16× Browning M1919 de 7,7 mm
  - 2× Browning M2 de 12,7 mm
- Bombas: de diversos tipos, minas y cargas de profundidad transportadas en el casco, así como bajo las alas

## Aeronaves relacionadas

### Desarrollos relacionados
- Short Sandringham
- Short Seaford
- Short Stirling

### Aeronaves similares
- PBM Mariner
- PB2M Mars
- PB2Y Coronado
- Kawanishi H8K
- Saro Lerwick

### Secuencias de designación
- Secuencia S._ (interna de Short, posterior a 1921): ← S.22 - S.23 - S.24 - S.25 - S.26 - S.27 - S.28 →